# Uh-Oh ((G)I-dle)
Uh-oh è il secondo singolo del gruppo musicale sudcoreano (G)I-dle, pubblicato il 26 giugno 2019.

## Descrizione
Il 16 giugno 2019 venne confermato che le (G)I-dle sarebbero tornate sulle scene musicali con un singolo digitale, dal titolo, Uh-Oh . Il 17 e 18 giugno 2019 vennero pubblicate le foto promozionali . I video teaser vennero pubblicati per ciascun membro: Yuqi e Minnie il 21 giugno 2019 , Soo-jin e Shuhua il 22 giugno 2019  e So-yeon e Mi-yeon il 23 giugno 2019 . I teaser di gruppo vennero, invece, pubblicati il 24 e il 25 giugno 2019 . In un'intervista con Vibe Magazine, la leader del gruppo, So-yeon, disse che Uh-Oh venne scritta prima dell'uscita del singolo, Senorita. La scrisse per raccontare le persone che non credevano che lei potesse diventare un cantante .
La canzone venne pubblicata come singolo digitale il 26 giugno 2019, attraverso diversi portali musicali, tra i quali MelOn, iTunes e Spotify.

## Promozione
Le (G)I-dle apparvero su Weekly Idol di il 26 giugno 2019 . La prima esibizione del brano Uh-Oh avvenne nel giorno della pubblicazione, presso la Blue Square Amusement Hall .
Le (G)I-dle fecero il loro ritorno sul palco a partire dal 26 giugno 2019 comparendo in diversi programmi musicali, tra i qualiː The Show, Show Champion, M Countdown, Music Bank e Inkigayo .

## Composizione
La canzone venne scritta da So-yeon e composta insieme a June .

## Critica
La canzone venne descritta come uno stile boom bap, uno stile di produzione musicale preminente nella musica East Coast hip hop negli anni '90. Il termine, boom bap, è una forma di onomatopea per rappresentare i suoni usati per il basso e il rullante .

## Video musicale
Il 26 giugno 2019 Uh-Oh uscì insieme al suo video musicale, coreografato dalla Star System mentre le riprese del video furono dirette da Digipedi . Tamar Herman di Billboard descrisse il video musicale di Uh Oh quale metafora femminile della fiducia che sei donne si pongono nei confronti di se stesse, dato che ogni verso riassume un potente clapback  nei confronti degli altri. Attingendo alla moda degli anni '90 come ispirazione, i membri del gruppo affermano la loro indipendenza in una varietà di contesti, dalle carrozzerie per auto, al deserto, a un club, dove riaffermano la loro intraprendenza e indipendenza quasi a sfiorare la perfezione, rinnovando il loro amore per i loro fan . Hanan Haddad di E! dichiarò che il video includeva una rivisitazione dello stile dei cattivi dell'hip hop degli anni '90, completi di catene d'oro e di abbigliamento denim-on-denim . La coreografia riflette anche l'atmosfera ribelle della canzone con diverse e potenti mosse accompagnate da espressioni distorte e cattive. Il video musicale superò le 5 milioni di visualizzazioni su YouTube alle 18:00 del 27 giugno 2019 .

## Classifiche
| Classifica (2019) | Posizione massima |
| ----------------- | ----------------- |
| Corea del Sud     | 31                |
| Singapore         | 23                |

## Riconoscimenti

### Premi dei programmi musicali
- The Show
  - 2 luglio 2019[30]